# Aricia myrrhina
Aricia myrrhina är en fjärilsart som beskrevs av Otto Staudinger 1901. Aricia myrrhina ingår i släktet Aricia och familjen juvelvingar. Inga underarter finns listade i Catalogue of Life.